# Hans Fischer (kemiker)
 For alternative betydninger, se Hans Fischer. (Se også artikler, som begynder med Hans Fischer)
Hans Fischer (født 27. juli 1881 i Frankfurt-Höchst, død 31. marts 1945 i München) var tysk organisk kemiker, som modtog Nobelprisen i kemi i 1930 for sit arbejde med heme og klorofyl, og særligt syntesen af heme.
Fischer giftede sig med Wiltrud Haufe i 1935. Han begik selvmord i München i 1945 efter hans institut og arbejde var blevet ødelagt i de sidste dage af anden verdenskrig.
| Kemi | Spire Denne artikel om kemi er en spire som bør udbygges. Du er velkommen til at hjælpe Wikipedia ved at udvide den. |